# 邵力平 (1926年)
邵力平（1926年—），男，奉天（今辽宁）辽中人，中国森林病理学家，曾任东北林业大学教授、博士生导师。